# کوه اوچی
کوه اوچی (به لاتین: Ochi) یک رشته‌کوه و کوه در یونان است که در یونان مرکزی واقع شده‌است. کوه اوچی ۱٬۳۹۸ متر بالاتر از سطح دریا واقع شده‌است.